# Denis Zakaria
Denis Lemi Zakaria Lako Lado (ur. 20 listopada 1996 w Genewie) – szwajcarski piłkarz pochodzenia kongijskiego, występujący na pozycji pomocnika w AS Monaco oraz w reprezentacji Szwajcarii. Znalazł się w kadrach na Mistrzostwa Europy 2016 oraz na Mistrzostwa Świata 2018.

## Kariera klubowa
Zakaria karierę rozpoczął w szwajcarskim Servette FC. Następnie w 2015 przeszedł do innego szwajcarskiego klubu, BSC Young Boys. W 2017 przeszedł do niemieckiego klubu Borussia Mochengladbach. Kwota transferu wynosiła 12 mln euro. W Bundeslidze Zakaria spędził kolejnych pięć lat, po czym w 2022 roku przeszedł do Juventusu, z którego został wypożyczony do Chelsea. W sierpniu 2023 na zasadzie transferu definitywnego przeszedł do AS Monaco.

## Kariera reprezentacyjna
28 maja 2016 zadebiutował w reprezentacji Szwajcarii w meczu towarzyskim przeciwko Belgii.

## Życie prywatne
Zakaria urodził się w Genewie. Jego ojciec jest Kongijczykiem, a matka pochodzi z Sudanu Południowego.